# Scopula mishmica
Scopula mishmica là một loài bướm đêm trong họ Geometridae.